# أنس السعيدي
أنس السعيدي هو أصغر شهداء الثورة اليمنية السلمية ، من محافظة ريمة ويبلغ من العمر 10 أشهر فقط. قتل أنس صباح يوم الإثنين الموافق 19 سبتمبر 2011 من رصاصة قناص من الخلف إلى اليسار قليلًا لتخرج بعدها من جبهته. فور انتشار خبر استشهاده في وسائل الإعلام أصيب الشارع اليمني بحالة من الذهول والإستنكار الشديدين خاصة من جهة الثوار، ويعتقد بأن القناص تابع للنظام اليمني حيث أن الرصاصة جاءت من جهة تمركزهم.

## الحادثة
كان أنس مع والديه وأخاه الأكبر لؤي في السيارة متجهين صوب شارع الرقاص ليشتروا أدواتٍ مدرسية للؤي. أوقف والد أنس السيارة وخرج هو ووالدة أنس ليشتريا الأغراض، حيث ظل لؤي مع أنس في السيارة. بعد فترة وجيزة من الزمن لاحظ والد أنس لؤي يخرج من السيارة مذعورًا يتشبث بالناس، فلما وصل إليه يسأله عما حصل، رد لؤي صارخًا: قتلوا أخي! قتلوا أخي! فنظر والد أنس إلى السيارة فصدم من الموقف فأخرج أنس من السيارة وسار به في الشارع قائلاً: ولدي! ولدي! وكان الناس مذهولين من الموقف حتى صاح أحدهم وأخبر والد أنس أن يسعفه، فأسعفه بعدها إلى المستشفى الميداني (ساحة التغيير)، حيث توفي بعدها أنس بدقائق معدودة.

## الرأي العام
استقبل الشارع اليمني خبر استشهاد باستنكار ونقم شديدين، ووضع مجسم له في ساحة التغيير بصنعاء، كما استبدل الثوار اسم شارع الرياض، وهو شارع تجاري يتصل بشارع الرقاص الذي استشهد فيه أنس، بشارع الشهيد أنس السعيدي.

## أصابع الاتهام
أشارت معظم الاتهامات إلى أن القناص الذي قتل أنس تابع للنظام اليمني؛ حيث أن الرصاصة جاءت من جهتهم، كما أن المكان الذي كانت فيه السيارة كان بعيدًا عن منطقة الصراع. أما النظام اليمني فقد اتهم  قوات الفرقة الأولى مدرع بقتل أنس، إلا أن أم أنس كذبت اتهاماتهم، وقالت أنها عادتهم ليتملصوا من المساءلة، كما أنها قالت بأن أشخاصًا أغروا ولدها لؤي بمائة ألف ريال يمني ليظهر على قناة اليمن وسبأ مفندًا حادثة مقتل أخيه أنس.

## وصلات خارجية
- منبر الثورة - لقاء مع والد الشهيد الطفل أنس على يوتيوب
- مقتل الرضيع اليمني أنس السعيدي في صنعاء على يوتيوب
- مأرب برس :الأيام الدامية (مجزرتي القاع و كنتاكي)قصص ومآثر
- الصحوة نت :ملحمة كنتاكي .. قذائف صالح تعجز أمام الصدور العارية للثوار
- يورونيوز : “مجزرة” في صنعاء من توقيع نظام صالح

## اقرأ أيضًا
- ثورة الشباب اليمنية
- خالد سعيد
- حمزة الخطيب
- حادثة تعذيب سيد بلال.
- مقتل شيماء الصباغ